# Maldegem

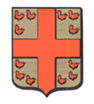
Maldegems vapen

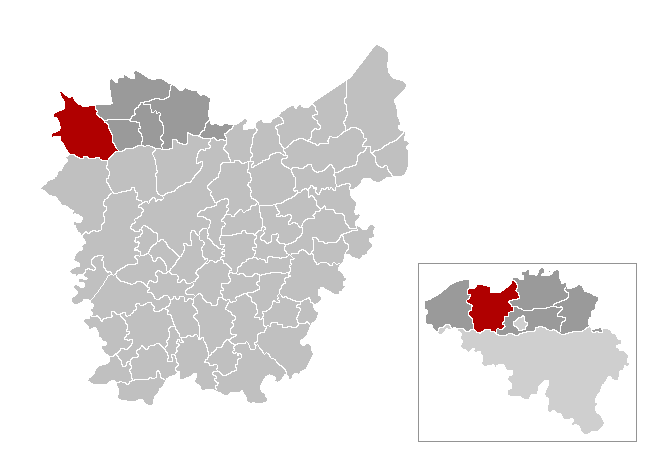
Maldegems läge inom provinsen Östflandern

Maldegem är en kommun i provinsen Östflandern i regionen Flandern i Belgien. Maldegem hade 22 397 invånare per 1 januari 2008.